# Cebrio gigas
Cebrio gigas là một loài bọ cánh cứng trong họ Cebrionidae. Loài này được Fabricius miêu tả khoa học năm 1787.

## Hình ảnh

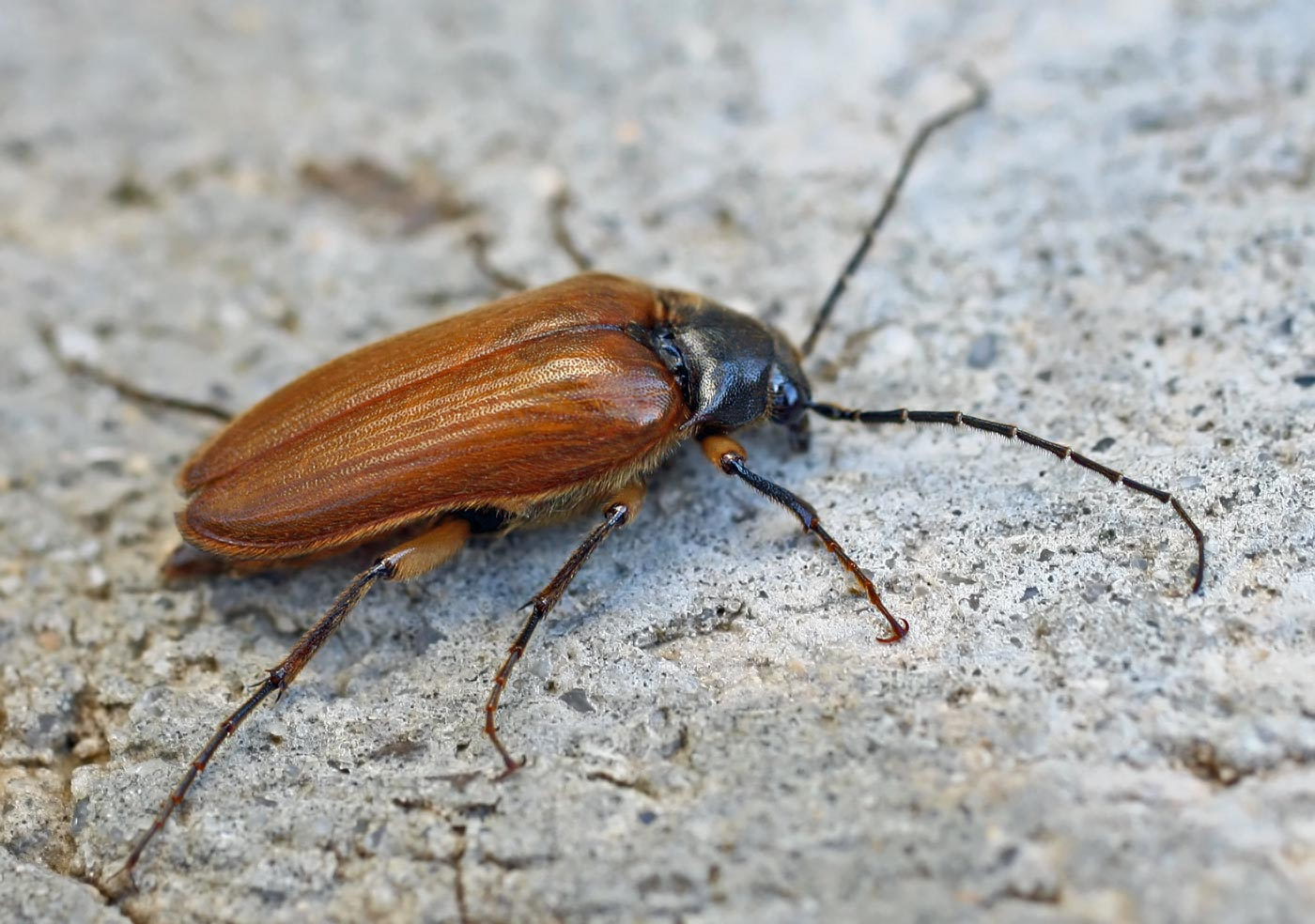